# Rezerwat przyrody Zasolnica
Rezerwat przyrody Zasolnica (także Buczyna na Zasolnicy) – rezerwat przyrody położony w zachodniej części Beskidu Małego, na zboczach góry Zasolnicy (567 m n.p.m.) wchodzącej w skład Grupy Magurki Wilkowickiej. Rezerwat powstał w 1973 roku w celu ochrony naturalnego obszaru występowania buczyny karpackiej, obejmuje obszar 16,65 hektarów. Leży na terenie gminy Porąbka, w granicach Parku Krajobrazowego Beskidu Małego. Obszar rezerwatu podlega ochronie czynnej.